# Монофонія

Label for 1.0 sound, mono.

Монофонія (грец. μονος — «один» та φωνή — «звук») — термін, що стосується запису і відтворення звуку й означає одноканаловий запис звуку. Монофонія передбачає або один динамік, або кілька динаміків, приєднаних до загального джерела сигналу.
Раніше, до впровадження стереосистем, монофонія використовувалася у звукозаписі, теле- і радіомовленні. Була єдиним способом передачі та відтворення звуку, так зване мономовлення, монограмзапис, де всі голоси та інструменти звучали разом, без поділу на два окремих канали з розкидом джерел звуку в т. зв. панорамному звучанні.
З середини 1960-х років почалося інтенсивне впровадження стереосистем, а з середини 1970-х років — квадросистем. З початку 1990-х почалося інтенсивне впровадження Surround-систем звукового запису і відтворення, які застосовуються в основному в кіноіндустрії, рідше — для записів музичних альбомів.